# 第9066号行政命令

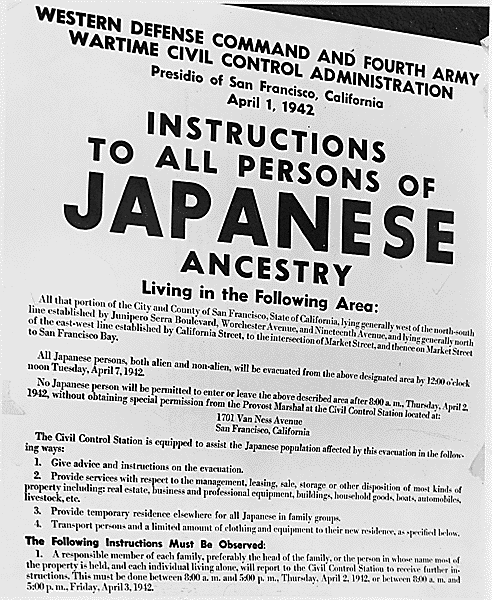
要求日裔報到進入拘留營的告示

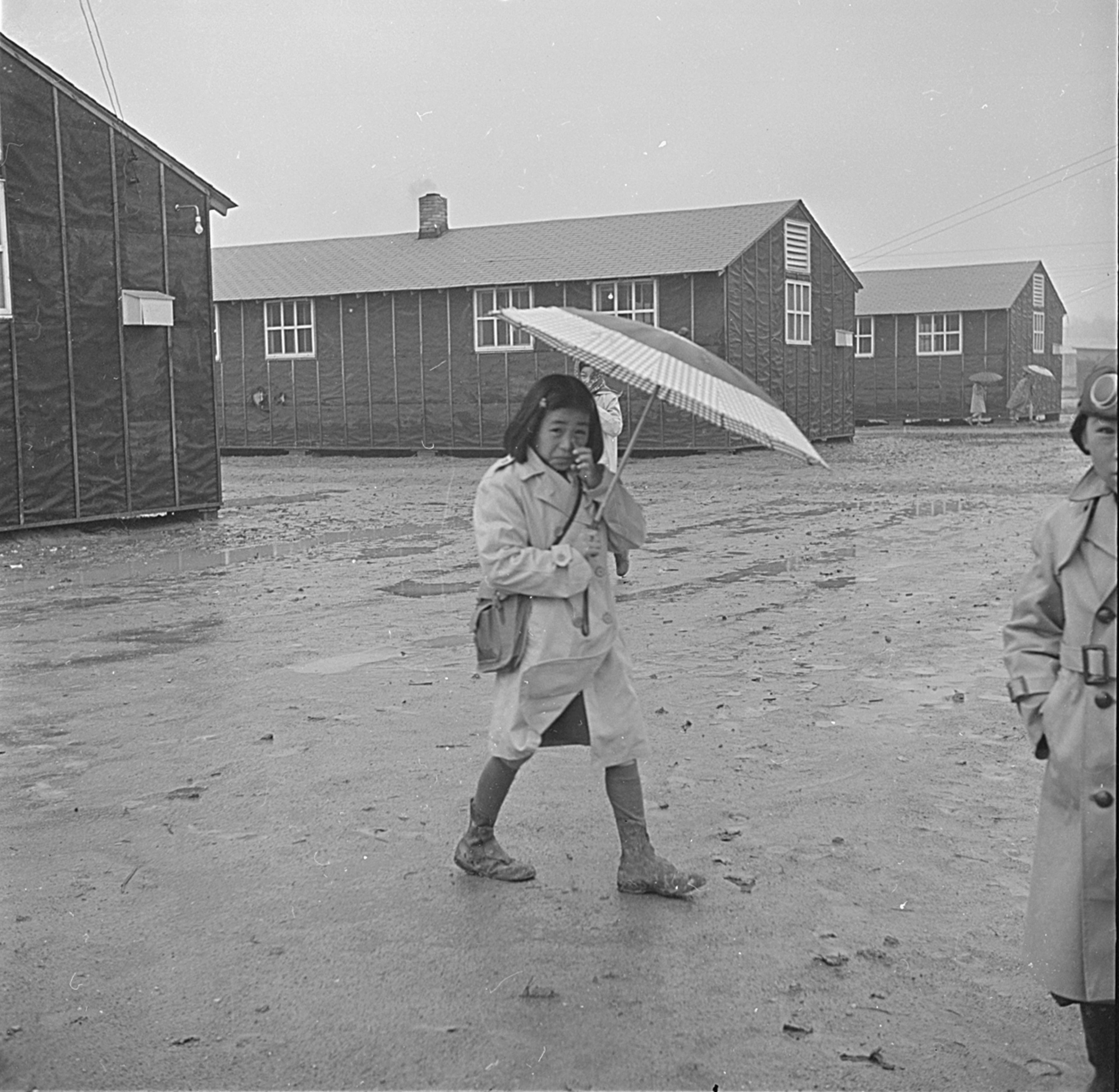
1943年，在阿肯色州被拘留的一個女孩走进學校。

第9066号行政命令（英語：Executive Order 9066）是美國總統富蘭克林·D·羅斯福在第二次世界大戰期間於1942年2月19日簽署和發布的一項美國總統行政命令。該命令授權將所有被認為對國家安全構成威脅的人從西岸強行轉移到更遠的內陸「搬遷中心」，導致日裔美國人被監禁。其中三分之二的人是美國公民，在美國出生和長大。
值得注意的是，被強行拘留的亞裔美國人在總數上和在相對人口中的比例上都遠遠高於歐裔美國人。那些在戰爭期間被送入拘留營的相對較少的德裔和意裔美國人是根據總統公告2526和《客籍法和鎮壓叛亂法》的規定被送入的，該法是1798年《客籍法和鎮壓叛亂法》的一部分。

## 二战中的集中营
战争部长亨利·l·史汀生负责协助搬迁的人提供交通、食物、住所和其他住宿，并委派卡尔·本德森上校管理西海岸日本人的搬迁1942年春，约翰·L·德威特将军(John L. DeWitt)向西部防卫司令部(Western Defense Command)下达命令，要求日裔美国人自愿撤离。“撤离者”首先被带到临时集合中心、征用的集市和赛马场，那里的生活区通常由畜栏改造而成。随着更永久性和孤立的战争搬迁管理局营地的建设完成，人口通过卡车或火车转移。这些住所由沥青纸墙的框架建筑组成，这些建筑位于该国冬天寒冷，夏天经常很热的地区。难民营由武装士兵看守，用铁丝网围起来。难民营可容纳18,000人，由政府提供医疗、食品和教育。向成年人提供的"营地工作"，每月工资12至19美元；许多营地服务，如医疗和教育等，由营地囚犯自己提供。

## 废除、道歉及赔偿

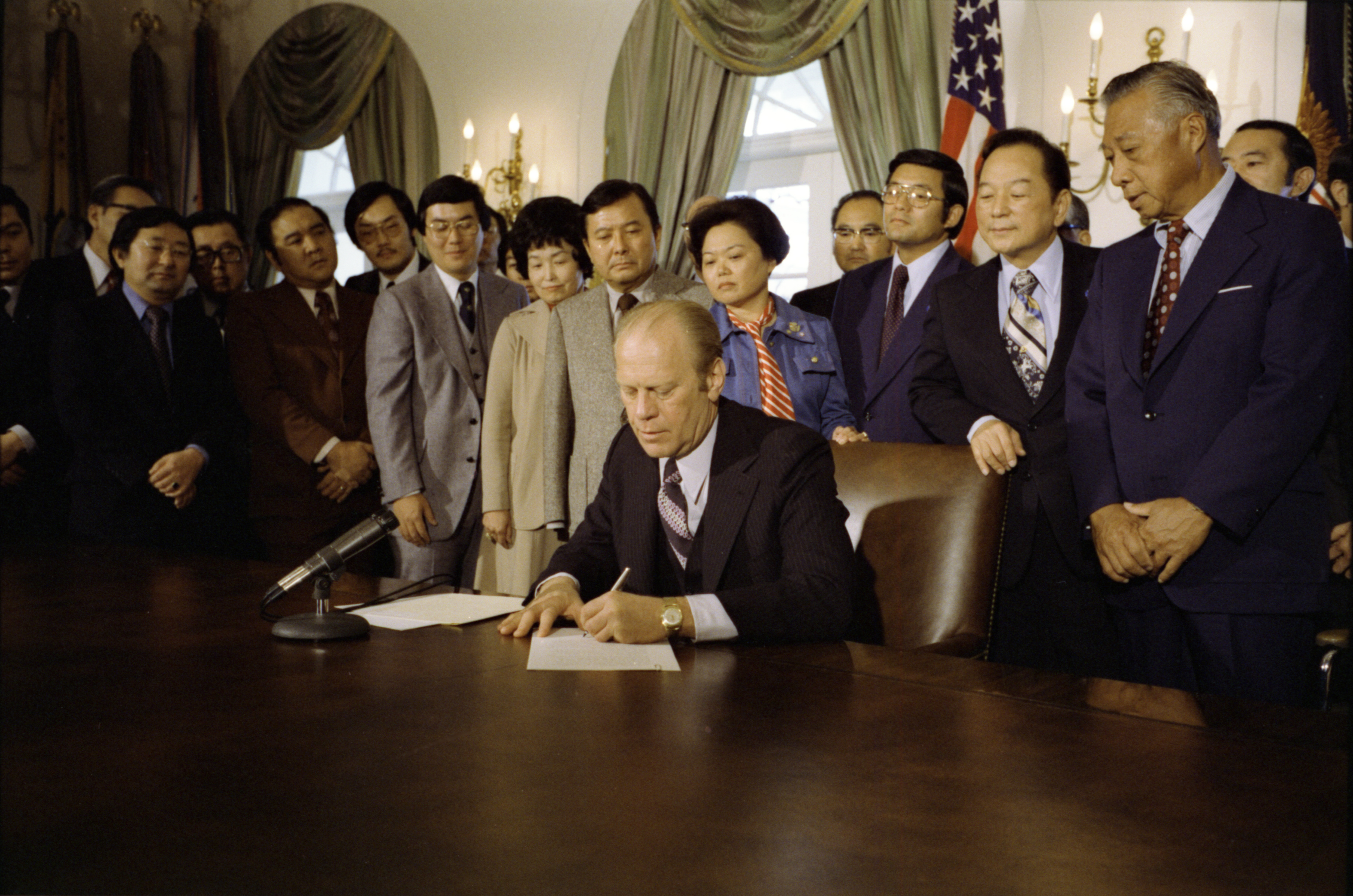
杰拉尔德·福特总统在内阁会议室签署公告，确认终止9066行政命令。

1944年12月，罗斯福总统暂停执行第9066号行政命令，这是最高法院单方面的决定所迫使的。被拘留者被释放，通常被安置到安置设施和临时住房，集中营于1946年关闭。
在战后的几年里，被关押的日裔美国人在遭受了巨大的个人损失后，不得不重建他们的生活。被监禁的美国公民和长期居民失去了个人自由；许多人也失去了他们的房子、生意和财产。在日本出生的人直到1952年移民和国籍法通过后才被允许加入美国国籍。
1976年2月19日，杰拉尔德·福特总统签署了一项正式终止9066号行政命令的公告，并为拘留事件道歉，他说:“我们现在知道了我们当时应该知道的事情——不仅那次撤离是错误的，而且日裔美国人过去和现在都是忠诚的美国人。无论是在战场上还是国内，日裔美国人的名字已经并将继续被载入历史，因为他们为我们共同国家的福祉和安全做出了牺牲和贡献。
1980年，吉米·卡特总统签署法案，成立了战时安置和拘留平民委员会(CWRIC)。CWRIC被任命对9066号行政命令、相关战时命令及其对西部日裔美国人和普里比卢夫群岛阿拉斯加原住民的影响进行官方研究。
1982年12月，CWRIC发表了《个人正义被否定》的调查结果，结论是监禁日裔美国人并非出于军事需要。报告认为，监禁的决定是基于“种族偏见、战争歇斯底里和政治领导的失败”。委员会建议采取立法补救措施，包括政府正式道歉和向每名幸存者支付2万美元的补救费用；为了确保此类事件不再发生，政府设立了一个公共教育基金。
1988年8月10日，基于CWRIC建议的《1988年公民自由法案》由罗纳德·里根签署成为法律。1989年11月21日，乔治·H·W·布什签署了一项拨款法案，授权在1990年至1998年间支付。1990年，幸存的被拘留者开始收到个人赔偿和一封道歉信。该法案适用于日裔美国人和居住在阿拉斯加具有战略意义的阿留申群岛上的阿留申人，他们也被重新安置。

## 纪念
2017年，史密森学会用罗杰·下村(Roger Shimomura)的艺术作品举办了一场关于这些事件的展览。它提供了背景和讲述日裔美国人在第二次世界大战期间的待遇。
2022年2月，在该命令签署80周年之际，支持者游说通过阿马奇国家历史遗址法案，将科罗拉多州的格拉纳达战争搬迁中心列为历史遗址。